# Christina Morhaubt
Christina Morhaubt (die „Morhaubtin“, geborene Merkhlein) (* vor 1600; † 4. August 1627 in Zeil am Main) war ein Opfer der Hexenverfolgung in Bamberg unter der Regierung von Fürstbischof Johann Georg II. Fuchs von Dornheim.

## Leben
Ihr Ehemann war der Ratsherr und Bürgermeister Johann Morhaubt, ihr Wohnhaus lag in der Langen Gasse in Bamberg. Ihre Geschwister waren der Kannengießer Paul Merkhlein sowie Hans Merkhlein und Anna Haan. Morhaubt hatte die Söhne Hans und Martin.
Im Zusammenhang mit einer Missernte 1626 begann auf der Suche nach vermeintlich Schuldigen eine weitere Hexenprozesswelle in Bamberg. Christina Morhaubt wurde am 9. April 1627 verhaftet. Sie wurde u. a. mit einer glühenden Zange gefoltert und gestand daraufhin, elf Jahre zuvor während ihrer dritten Schwangerschaft von ihrer Mutter Dorl Greifin zur Hexerei verführt worden zu sein.
Gegen mehrere ihrer Mägde wurden Hexenprozesse eröffnet:
- Kunigunth Weberin (verhaftet zwischen dem 30. April und dem 7. Mai 1627) belastete Christina Morhaubt, deren Sohn Hans und weitere Personen.
- Ellin Helena von Kronach benannte unter der Folter erstmals Personen aus der Bamberger Oberschicht: die Frau des Bürgermeisters Georg Neudecker, die Frau des Bürgermeisters Johannes Junius, Hans Morhaubt, die Kanzlerin Katharina Haan, die Frau des Bürgermeisters Dietmeyer und andere. Vermutlich sind ihr die Namen der angesehensten Familien von Bamberg von den Hexenkommissaren vorgegeben worden.

Verstärkt wurden diese Belastungen durch Hans Morhaubt, Sohn der Christina Morhaubt. Sein erstes Verhör fand am 12. Juni 1627 in Bamberg statt. Phantasievoll schilderte der 14-jährige Junge den Vollzug seiner angeblichen Hexentaufe und benannte viele Honoratioren der Stadt als angebliche Mitglieder der Hexensekte, unter anderen auch die Familie des Kanzlers Haan und seinen jüngeren Bruder Martin. Danach wurde er nach Zeil überstellt.
Christina Morhaubts Prozessakte ist nur unvollständig erhalten. Am 4. August 1627 wurde Christina Morhaubt in Zeil am Main bei lebendigem Leibe verbrannt.

## Nachwirkungen
Die Konsequenzen seiner Erzählungen begriff Hans Morhaubt anscheinend nicht. Da er ein so „nützlicher“ Belastungszeuge war, blieb er relativ lange in Haft. In der Folgezeit wurden die von ihm beschuldigten Personen verhaftet, gefoltert und verbrannt. Die Richter verwendeten dabei regelmäßig den Jungen Hans Morhaubt als Zeugen. Er wurde sogar von Zeil wieder nach Bamberg gebracht, um in dem dort stattfindenden Prozess gegen die Kanzlerin Haan und ihre Tochter auszusagen.
Am 19. Januar 1628 verurteilte ihn das Gericht zusammen mit der Kanzlerin Haan und deren Tochter zum Tode durch das Feuer. Es ist nicht überliefert, wann genau er hingerichtet wurde. Eventuell war er noch bis Anfang April 1628 in Zeil in Haft.
Infolge der Hinrichtung einer solchen Anzahl prominenter Bürger Bambergs konfiszierten der Fürstbischof und seine Beamten über 500.000 Gulden.